# San Felipe (Guainía)
Pour les articles homonymes, voir San Felipe.
San Felipe est un corregimiento départemental de Colombie, situé dans le département de Guainía.

## Tourisme
Le fort de San Felipe de Rionegro, construit à partir de 1755 sous les ordres de l'ingénieur José Gabriel Clavero, acquiert le statut de monument national via la résolution no 964 du 22 juin 2001.